# オリックス (動物)
オリックス（Oryx gazella）は、ウシ科オリックス属に分類される鯨偶蹄目。別名ゲムズボック、ケープオリックス。

## 分布
アンゴラ、ジンバブエ、ナミビア、ボツワナ、南アフリカ共和国

## 形態
体長190-193センチメートル。尾長41-47センチメートル。肩高110-130センチメートル。体重130-203キログラム。頸部毛衣は淡灰褐色。額（額斑）から吻端（鼻斑）にかけてと眼から下部（眼斑）にかけて黒い斑紋が入り、額斑と鼻斑、眼斑と鼻斑が繋がる。喉から頸部腹面、体側面から後肢上部にかけて黒い帯模様が入る。胸部から腹部、四肢の毛衣は白く、四肢の下部前面に黒い斑紋が入る。尾の毛衣は黒い。
角は雌雄ともにあり、直線的で先端が外側へ向かう。角長93-96センチメートル。耳介は幅広く、先端が丸みを帯びる。

## 分類
ベイサオリックスを本種の亜種とする説もある。

## 生態
半砂漠、草原、サバンナに生息する。オスを中心とした10-50匹からなる群れを形成して生活する。老齢化したオスは群れを離れ単独で生活することもある。
食性は植物食で、草、木の葉等を食べる。
繁殖形態は胎生。妊娠期間は260-300日。
天敵として ライオン、ハイエナ、リカオンがいる。

## 人間との関係
肉が食用とされたり、角が工芸品とされることもある。先住民が槍の穂先に本種の角の先端を用いた事が知られる。肉の味はとても良い。ナミビアの国章の動物でもある。